# 默代罗勒
默代罗勒（法語：Medeyrolles，法語發音：[mədeʁɔl]）是法国多姆山省的一个市镇，属于昂贝尔区。

## 地理
默代罗勒（45°24'18"N, 3°48'12"E）面积17.12 平方千米，位于法国奥弗涅-罗讷-阿尔卑斯大区多姆山省，该省份为法国中南部省份，北起阿列省接壤，东临卢瓦尔省，南至上盧瓦爾省和康塔爾省，西接科雷兹省和克勒兹省。
与默代罗勒接壤的市镇（或旧市镇、城区）包括：圣让多布里古、阿尔朗、伯里耶尔、多尔莱格利斯、圣瑞斯特、索韦桑日、维沃罗勒。

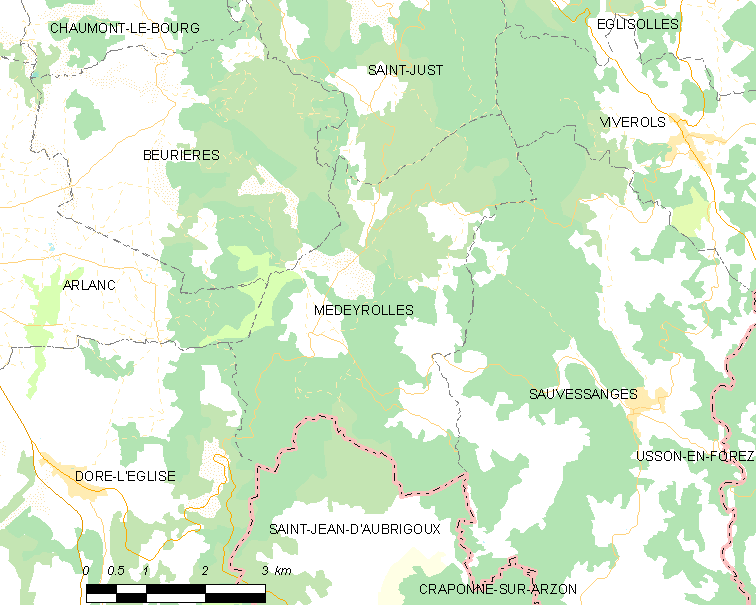
默代罗勒的OSM定位图

默代罗勒的时区为UTC+01:00、UTC+02:00（夏令时）。

## 行政
默代罗勒的邮政编码为63220，INSEE市镇编码为63221。

## 政治
默代罗勒所属的省级选区为昂贝尔县。

## 人口

1962-2008年间默代罗勒人口变化图示

默代罗勒于2022年1月1日时的人口数量为116人。